# ナモルク環礁
ナモルク環礁（英語: Namoluk）は太平洋のミクロネシア連邦の環礁。ナモルックとも。チューク州に属しており、環礁全体で自治体になっている。
ミクロネシアでも最小の環礁であり、環礁全体の面積が13km2しかない。ナモルク環礁は北部モートロック諸島の一部をなしており、トラック環礁の南東部から南東に190km、エタール環礁から北西に50kmほどの位置にある

## 島
ナモルク、Luken、Toinom、Umap、Ameasの5島が存在している。
ナモルク島は環礁の北西端にあり、面積は31haである。今日では唯一人間が居住しており、北西のSaponwell、中央部のLukolap、南東部のPukosの3つの集落が存在する。
その他の島では 1.5haのLuken、21 haのToinom、1.5haのUmap、28haのAmeasなどがある。Ameasは南東端にあり、1930年代までは人が定住していたが、病気の流行で人口が大きく減少し、1家族を除いて再定住が行われなかった。
ナモルク島ではタロイモの畑が存在する。

## 註
1. ↑  Statoids.com, retrieved December 8, 2010
2. ↑  Atoll Area, Depth and Rainfall
3. ↑  “Oceandots - Namoluk”. 2010年12月23日時点のオリジナルよりアーカイブ。2011年12月7日閲覧。
4. ↑  Rosalind L. Hunter-Anderson: Indigenous fresh water management technologies of Truk, Pohnpei and Kosrea, Eastern Caroline Islands, and of Guam, Mariana Islands, Micronesia, WERI Technical Report 65, October 1987
5. ↑  Mac Marshall: The natural history of Namoluk Atoll, Eastern Caroline Islands. Atoll Research Bulletin, No. 189, August 6, 1975

Marshall, Mac, "Namoluk Beyond The Reef: The Transformation Of A Micronesian Community." Westview Press, 2004. 192 pp.